# Siège de Dijon
Pour batailles, voir Bataille de Dijon.
Ne doit pas être confondu avec Le Siège de Dijon par les Suisses en 1513.
Guerres d'Italie
Batailles
- Casaloldo (it) (10 mai 1509)
- Agnadel (14 mai 1509)
- Padoue (15 - 30 septembre 1509)
- Polesella (it) (22 décembre 1509)
- Monselice (1509-1510)
- Val Vestino (1510-1517)
- Villamarina (19 juillet 1510)
- Capo di Monte (8 septembre 1510)
- Mirandola (1510 - 1511) (it)
- Trévise (1511)
- Brescia (18 février 1512)
- Ravenne (11 avril 1512)
- Navarre (1512)
- Saint-Mathieu (10 août 1512)
- Blancs-Sablons (22 avril 1513)
- Brest (24 avril 1513)
- Novare (6 juin 1513)
- Guinegatte (16 août 1513)
- Dijon (8 - 13 septembre 1513)
- Flodden Field (9 septembre 1513)
- La Motta ou Creazzo (7 octobre 1513)

Le siège de Dijon (8 au 13 septembre 1513) est le dernier affrontement de la quatrième guerre d'Italie, initiée par Louis XII avec les victoires d'Agnadel et de Ravenne mais dont la suite des opérations se révèle plutôt néfaste pour les armées françaises. Ce siège oppose une armée impériale composée de Suisses, d'Allemands et de Francs-Comtois aux forces françaises défendant la capitale de Bourgogne. 

## Phase préliminaire
Après les défaites de Novare et de Guinegatte, Louis XII s'attend à une contre-attaque des armées impériales sur le sol même du royaume. Dijon, dont le gouverneur, Louis de la Trémoille est rentré de la campagne d'Italie, se prépare dès le mois de juillet avec l'accumulation d'importantes reserves alimentaires et militaires. La Trémoille ordonne également d'incendier les faubourgs de la ville, qui auraient pu abriter l'avance ennemie jusque sous les murs de la cité.
Pendant ce temps, la Diète de Zurich fait lever environ 30 000 hommes dans les milices
régulières. L'armée des Confédérés est passée en revue le 17 août et part le soir-même.
L'empire mobilise 1 000 cavaliers allemands, 4 000 hommes d'armes hennuyers et 500 pièces d'artillerie qui rejoignent les Suisses à Besançon le 27 août, où concourent également 2 000 Francs-Comtois.
Les premières dissensions apparaissent lorsque les Impériaux veulent marcher directement sur Paris alors que les Suisses veulent passer par la Bourgogne pour encaisser d'anciennes soldes impayées. Les Confédérés l'emportent et l'armée impériale décide de marcher sur Dijon, en deux colonnes.
La première colonne - les Allemands et les contingents de Zurich et Berne - prend successivement Fontaine-Française, le château de Saint-Seine, Lux, Til-Châtel, Marcy (Marcilly sur Tille?) et Is-sur-Tille. La deuxième colonne saccage Mirebeau et le monastère de Bèze.
Dans sa correspondance avec ses proches et avec le roi, La Trémoille témoigne des efforts désespérés qu'il fait pour mettre en défense à la fois la cité de Dijon et l'ensemble de sa province, mais partout les fortifications, mal entretenues, s'avèrent obsolètes.

## Le siège
« Et le neufvième jour dud. mois fust assiegee par lesd. Suisses en nombre de plus de
cinquante mille avec trante pieces de grosse artillerie et icelle ville baptue depuis led. jour
jusques au mardi XIIIe dud. mois que accord et appoinctement fut faict avec eulx par le
Sieur de La Trémoille, gouverneur de Bourgogne, et soubz promesse de grans deniers et
aucuns ostagiers a eulx donné puis après leverent leurd. siege et s'en alerent et sans avoir
tué personne de la ville ne d'aultres dont l'on doige tant parler.
(Archives municipales de Dijon, B 168 f° 267) »

Le 8 septembre, les armées suisse et impériale arrivent sous les murs de Dijon et encerclent la ville. Le 9 septembre, les bombardements commencent afin d'ouvrir une brèche dans l'enceinte pour y donner l'assaut. Face à ce péril, La Trémoille décide de faire creuser des fossés derrière les murailles les plus menacées.
Le 10 septembre, alors que les premiers bombardements se sont avérés vains, les Suisses décident d'installer une deuxième batterie dans l'espoir d'ouvrir deux brèches à la fois. Durant ces préparatifs, La Trémoille envoie des négociateurs qui reviennent bredouilles. Après plusieurs heures de bombardements, deux brèches apparaissent mais la défense de la ville parvient à contenir les assaillants.
Le 11 septembre, les assiégeants persistent à élargir les brèches alors que les premières difficultés de ravitaillement se font sentir dans l'armée impériale. Alors que les Suisses, dans l'attente d'une solde promise par l'empereur le 1er septembre, commencent à manquer d'entrain pour un siège qui dure plus longtemps que prévu, la Trémoille décide d'enfoncer un coin entre les alliés et promet aux Confédérés d'intercéder en leur faveur pour le paiement de leurs arriérés. Malgré les pressions exercées par les Impériaux et les Francs-Comtois, les Suisses se montrent sensibles à cette promesse et acceptent une trêve.
Le 12 septembre, sous la pluie et dans la boue, les Allemands et les Francs-Comtois montent à l'assaut mais sont en nombre insuffisant pour enfoncer les défenses dijonnaises derrière leurs fossés. Le même jour, Français et Suisses signent le traité de Dijon, en huit articles, dont le premier stipule la restitution au pape des terres enlevées précédemment par le roi de France. Les Suisses récupèrent le duché de Milan et le comté d'Asti et la somme à verser pour la préservation de la Bourgogne est fixée à 400 000 écus, payables pour moitié le 27 septembre et le solde le 11 novembre. Les Suisses exigent un acompte immédiat, que La Trémoille obtient de la ville de Dijon, pour un montant de 25 000 francs.

## La fin du siège et les conséquences
Les Suisses quittent le terrain des opérations entre le 14 et le 15 septembre, avec leur acompte et cinq otages, dont René d'Anjou-Mézières, Philibert Godran et Bénigne Serre. Leurs ex-alliés allemands et francs-comtois, en infériorité numérique, leur emboîtent le pas.
Dès le 14 septembre, Louis XII est informé du contenu du traité et le récuse, arguant avec mauvaise foi, de l'insuffisance des pouvoirs accordés à La Trémoille pour accepter les concessions territoriales prévues par l'accord. Les Suisses ne seront jamais payés, malgré les menaces pesant sur la vie des otages. Ceux-ci seront d'ailleurs libérés assez rapidement, grâce à l'entregent de La Trémoille, qui plaide leur cause à la cour, et à la générosité de leurs familles qui finissent par payer une grande partie de leur rançon.
L'habileté de La Trémoille a permis d'éviter l'invasion de la Bourgogne par l'Empire et ses alliés. En revanche, les promesses non-tenues envers les Suisses auront des conséquences quelque deux années plus tard, lorsque le successeur de Louis XII, François Ier, échouera à négocier un accord avec les troupes suisses qui gardent l'accès au duché de Milan.
Le siège de Dijon apparaît comme une victoire diplomatique remportée par La Trémoille, qui compense en partie l'échec que celui-ci venait de subir en Italie contre les mêmes Suisses, mais il sera dans un premier temps désavoué par Louis XII. Il est raconté et commémoré par une tapisserie conservée à Dijon et intitulée Le Siège de Dijon par les Suisses en 1513.